# Mezzana Rabattone
Mezzana Rabattone – miejscowość i gmina we Włoszech, w regionie Lombardia, w prowincji Pawia.
Według danych na rok 2004 gminę zamieszkiwały 532 osoby, 76 os./km².